# آلمانی‌های کرواسی
در کرواسی، حدود بیش از ۲٬۹۰۰ نفر زندگی می‌کنند که خود را آلمانی می‌دانند. آلمانی‌ها به طور رسمی به عنوان یک اقلیت بومی شناخته شده‌اند، بنابراین در مجلس کرواسی در کنار ۱۱ گروه قومی دیگر یک نماینده دارند. بیشتر آن‌ها در ناحیه اوسییک در اسلاونیا قرار دارند.

## قوم‌شناسی
جامعه آلمانی‌ها به طور سنتی در ناحیه‌های شمال کرواسی و اسلاونیا سکونت گزیده بودند. در دوران سده‌های میانه پایانی، آن‌ها از مناطق دیگر پادشاهی هابسبورگ وارد کرواسی شدند. آلمانی‌هایی که در اسلاونیای غربی ساکن بودند مورد کروات‌سازی شدیدی قرار داشتند.

## جمعیت‌شناسی
بنا بر آمارگیری سال ۲۰۱۱، ۲٬۹۶۵ نفر آلمانی در کرواسی زندگی می‌کنند.
| شهرستان        | شمار آلمانی‌ها | درصد کلی |
| -------------- | ------------- | -------- |
| اوسیک-بارانیا  | ۸۱۳           | ۲۷٬۴٪    |
| زاگرب          | ۳۶۴           | ۱۲٬۳٪    |
| پریموری-گورسکی | ۲۳۷           | ۸٬۰٪     |
| ایستریا        | ۲۲۶           | ۷٬۶٪     |
| اسپلیت-دالماسی | ۲۲۰           | ۷٬۴٪     |
| زادار          | ۱۷۶           | ۵٬۹٪     |
| ووکوار-سرییم   | ۱۳۷           | ۴٬۶٪     |
| شهرستان زاگرب  | ۱۰۹           | ۳٬۷٪     |